# Stamnodes vernon
Stamnodes vernon är en fjärilsart som beskrevs av Guedet 1939. Stamnodes vernon ingår i släktet Stamnodes och familjen mätare. Inga underarter finns listade i Catalogue of Life.